# Bürgschaft (Deutschland)
Die Bürgschaft ist nach dem deutschen Schuldrecht ein Vertrag, bei dem der Bürge und der Gläubiger einer Forderung sich darüber einigen, dass der Bürge für eine Verpflichtung des Hauptschuldners einstehen soll, § 765 BGB. Der Bürge tritt als aus eigener Rechtsgrundlage haftender Dritter neben den Hauptschuldner der Forderung. Zur Wirksamkeit der Bürgschaft muss die zu sichernde Forderung hinreichend bestimmt bezeichnet werden. Die Schriftform des § 766 BGB ist einzuhalten. Auf das Schriftformgebot kann ausnahmsweise bei Handelsgeschäften im Sinne der §§ 350 f. HGB verzichtet werden.
Da die Bürgschaft akzessorisch ist – gewissermaßen an der Hauptforderung „klebt“ – muss die gegen den Hauptschuldner bestehende Forderung oder eine Ersatzforderung wegen Leistungsstörung noch bestehen, also wirksam zustande gekommen und noch nicht untergegangen sein. Befriedigt der Bürge den Gläubiger der Forderung, geht der Anspruch gegen den Hauptschuldner kraft Gesetzes auf den Bürgen über. Neben dem auf ihn übergegangenen Anspruch kann der in Anspruch genommene Bürge noch Ansprüche aus einem Schuldverhältnis mit dem Hauptschuldner haben. Klassischerweise sind dies Ansprüche auf Aufwendungsersatz aus Auftrag (§ 670 BGB) und Geschäftsbesorgung. In Betracht kommen aber auch Ansprüche aus Geschäftsführung ohne Auftrag (§ 683 BGB).
Abzugrenzen ist der Bürgschaftsvertrag gegenüber dem Schuldbeitritt, bei dem zusätzlich eine eigene Schuld begründet wird und Gesamtschuldnerschaft entsteht, die regelmäßig aber nur gewollt sein wird, wenn ein eigenes wirtschaftliches oder rechtliches Interesse besteht, §§ 414 ff. BGB. Abzugrenzen ist zudem gegenüber dem Garantievertrag, bei dem ein eigenes, nicht akzessorisches Schuldverhältnis begründet wird, § 311 BGB.

## Historische Herleitung

### Römisches Recht
Das Bürgschaftsrecht war im römischen Recht lange verbalvertraglich ausgestaltet. Das gilt für die altzivile Sponsionsbürgschaft (sponsio) als höchstpersönliche Geschäftsform zur Absicherung vornehmlich von Stipulationen, das auf das Versprechen und nicht auf die Schuld selbst abstellende Treueversprechen (fidepromissio), die nach heutigem Verständnis, Gesamtschuldcharakter hatte und die Hauptschuld „auf Treue“ (fideiussio), die auf die „Schuld“ abstellte. Durch diesen Rückbezug auf das „Versprechen“ des Hauptschuldners wurde die Bürgschaftsverpflichtung akzessorisch, sofern das Versprechen als Abrede gültig war. Der Gläubiger hatte nunmehr auch die Wahlmöglichkeit, wen er in Anspruch nehmen wollte, denn der Charakter der Höchstpersönlichkeit der ursprünglichen sponsio war erloschen. Während der römischen Kaiserzeit entwickelte der Senat mit dem senatus consultum Velleianum die ersten Ansätze – wie weiter unten im Artikel noch auszuführen ist – der noch heute umseitig diskutierten Angehörigenbürgschaft, denn Gerichten wurde untersagt, Maßnahmen gegen Frauen zu ergreifen, die sich für Schulden ihrer Männer verbürgt hatten.
Der spätantike Kaiser Justinian verkürzte in seinem zentralen Rechtswerk des Corpus iuris civilis den Geschäftstyp auf nur noch die fideiussio, Quellzeugnis geben die Institutiones Iustiniani ab. Im Gegensatz zu seinen Vorläufern, war der Bürgschaftstyp vererbbar, belastete also den Nachlass. Justinian führte eine weitere Neuerung ein: Er gewährte dem Bürgen das später so genannte beneficium excussionis, was nach heutigem Verständnis der „Einrede der Vorausklage“ (korrekter wohl der Vorausvollstreckung) nahekommt. Der Bürge haftete zum Hauptschuldner subsidiär. Andererseits konnte er bei eigener Inanspruchnahme vom Schuldner Aufwendungsersatz verlangen.

### Gemeines Recht
Begrifflich tauchte die Bürgschaft in Deutschland erstmals im Jahre 325 als „Purgisceffi“ – auf der Grundlage des „fideiussionibus“ – auf. Im 10. Jahrhundert wurde sie althochdeutsch als „burgiscaf“ oder auch „burgiskaf“ bezeichnet und orientierte sich inhaltlich wohl an der römisch-rechtlichen „fideiussio“, ist jedoch nicht diesem Wort entlehnt, sondern zeigt eigene Ursprünge. Werner Ogris zufolge gab es im Mittelalter kaum ein Geschäft, dessen Einhaltung nicht durch Stellung eines Bürgen gesichert werden konnte. Im 13. Jahrhundert taucht der Bürge als „Borge“ im Sachsenspiegel auf, und der Schwabenspiegel ging von der Vererbbarkeit des Bürgschaftsvertrages aus. Daneben bestand das deutsche Lehnwort Kaution (cautio), „Sicherheit, Vorsicht“, aus dem sich (die heute nicht mehr geläufigen Worte) kavieren (Sicherheit oder Bürgschaft leisten) und Kavent (Gewährsmann, Bürge) ableiteten.

### Aufklärung und Naturrechtskodifikation
Christian Wolff definierte 1754 die „fideiussio“ als Vertrag, „wodurch sich einer demjenigen, welchem ein anderer schon verbunden ist, oder verbunden werden soll, umsonst verbindlich macht, das selbst zu leisten, was der andere leisten sollte, woferne er es nicht thut“. Der Codex Maximilianeus Bavaricus Civilis (CMBC) aus dem Jahr 1756 sah ausdrücklich die Akzessorietät der Bürgschaft vor. Das Allgemeine Preußische Landrecht (PrALR) von 1794 regelte die Bürgschaft ausführlich und bezeichnete sie als akzessorische Sicherheit, die in Schriftform abzugeben war und im Regelfall nicht durch eine „Frauensperson“ übernommen werden konnte. Fiel der Hauptschuldner aus, trat der Bürge mit Begleichung der Schuld in die Rechte des Gläubigers ein. Unterschieden wurden Mitbürgschaft, Rückbürgschaft und selbstschuldnerische Bürgschaft. Das aus dem Jahr 1861 stammende Allgemeines Deutsches Handelsgesetzbuch (ADHGB) erklärte die kaufmännische Bürgschaft zur selbstschuldnerischen Bürgschaft (Art. 281 ADHGB).

### 19. Jahrhundert und Bürgerliches Gesetzbuch
Im deutschen Bankwesen setzte sich die Bürgschaft als Kreditsicherheit erst spät durch, denn das preußische Sparkassengesetz von 1838 sah zur Kreditbesicherung die Hypothek, die inländische Staatsanleihe, den Pfandbrief oder „andere völlig sichere“ Anlagen vor. Das Kölner Bankwesen arbeitete in den 1850er Jahren bei der Industriefinanzierung meist mit Blankokrediten. Bei den Kreditgenossenschaften galt 1904 die Devise ihres Begründers Hermann Schulze-Delitzsch: „Der unentbehrliche Schlussstein bei der Organisation des persönlichen Kredits ist die Bürgschaft“.
Bei den Vorarbeiten zum Bürgerlichen Gesetzbuch (BGB) schlug die erste Kommission eine aus Art. 927 des Dresdner Entwurfs eines Obligationenrechts von 1866 stammende Legaldefinition zur Bürgschaft vor: „Durch den Bürgschaftsvertrag wird der eine Vertragschließende (Bürge) dem anderen Vertragschließenden, dem Gläubiger eines Dritten, verpflichtet, neben dem Letzteren (Hauptschuldner) für dessen Verbindlichkeit einzustehen.“ Sie ist heute sinngemäß als Legaldefinition in § 765 BGB erhalten geblieben.

## Das deutsche Bürgschaftsrecht im Einzelnen

### Wesen der Bürgschaft
Bei der Bürgschaft gibt es drei Beteiligte (Dreiecksverhältnis), und zwar den die Verbindlichkeit tragenden Hauptschuldner, den für die Verbindlichkeit haftenden Bürgen und den Gläubiger der Verbindlichkeit.

#### Sicherungszweck
Die Bürgschaft setzt notwendig zunächst das Bestehen eines Schuldverhältnisses zwischen Gläubiger und Hauptschuldner voraus. Dieses wird im deutschen Schuldrecht als Hauptverbindlichkeit bezeichnet und besteht zumeist aus einem Darlehen oder sonstigen Kredit. Bei der Einräumung eines Darlehens verlangen Kreditinstitute je nach Bonität des Hauptschuldners Kreditsicherheiten für den Fall, dass der Hauptschuldner zahlungsunfähig wird. Kommen die Parteien über eine Bürgschaft überein, schließt das Kreditinstitut mit dem Bürgen einen Bürgschaftsvertrag ab, der die Verpflichtung zum Gegenstand hat, dass der Bürge für die Hauptschuld einzustehen hat. Die Bürgschaft verpflichtet den Bürgen einseitig. Der Gläubiger wird nur berechtigt, der Bürge nur verpflichtet.
Für die Höhe der Verpflichtung des Bürgen ist der jeweilige Bestand der Hauptverbindlichkeit maßgebend, sogenannte Akzessorietät (§ 767 und § 768 BGB). 

#### Einreden des Bürgen
Gemäß § 768 BGB kann der Bürge daher die dem Hauptschuldner zustehenden Einreden geltend machen. Er verliert sie nicht dadurch, dass der Hauptschuldner auf sie verzichtet. Ebenso kann der Bürge die Befriedigung des Gläubigers verweigern, solange dem Hauptschuldner das Recht zusteht, das seiner Verbindlichkeit zugrunde liegende Rechtsgeschäft anzufechten, § 770 Absatz 1 BGB. Analoge Anwendung findet § 770 Absatz 1 BGB für die Fälle der Durchsetzung von Gestaltungsrechten, wie Rücktritt, Wandelung und Minderung sowie bei der Ausübung von Widerrufsrechten. § 770 BGB regelt darüber hinaus, dass der Bürge die gleiche Befugnis hat, solange sich der Gläubiger durch Aufrechnung gegen eine fällige Forderung des Hauptschuldners befriedigen kann. Mit § 771 BGB wird letztlich klargestellt, dass der Bürge die Befriedigung des Gläubigers verweigern kann, solange nicht der Gläubiger eine Zwangsvollstreckung gegen den Hauptschuldner ohne Erfolg versucht hat (Einrede der Vorausklage). Erhebt der Bürge die Einrede der Vorausklage, ist die Verjährung des Anspruchs des Gläubigers gegen den Bürgen gehemmt, bis der Gläubiger eine Zwangsvollstreckung gegen den Hauptschuldner ohne Erfolg versucht hat. Erst bei Fruchtlosigkeit kann er auf den Bürgen zurückgreifen. Hat sich der Bürge allerdings selbstschuldnerisch – was in der Praxis die Regel ist – verbürgt, so steht ihm diese Einrede nicht zu.

#### Regress des Bürgen
Wird der Bürge vom Gläubiger in Anspruch genommen, hat er Rückgriffsansprüche (Regress) gegen den Hauptschuldner. Im Innenverhältnis zwischen dem Hauptschuldner und dem Bürgen besteht häufig ein Auftragsverhältnis oder es liegt ein entgeltlicher Geschäftsbesorgungsvertrag vor, weshalb er seine Aufwendungen bereits daraus ersetzt erhalten kann. Gelegentlich kommt auch eine Geschäftsführung ohne Auftrag in Betracht. Leistet der Bürge an den Gläubiger, geht die Forderung des Gläubigers gegen den Hauptschuldner auf den Bürgen kraft Gesetzes über. Folge des gesetzlichen Forderungsüberganges ist der Erwerb sämtlicher, im Übrigen noch bestehender akzessorischer Sicherungsrechte an der Forderung (§ 774 Abs. 1 Satz 1, § 401 Abs. 1 BGB), etwa Ersatzleistungen oder die Duldung der Verwertung der der Sicherung dienenden Gegenstände. Nichtakzessorische Sicherungsrechte gehen nicht auf den Bürgen über, es besteht jedoch nach der Rechtsprechung ein schuldrechtlicher Anspruch des Bürgen auf Übertragung dieser Rechte. Dem gesetzlichen Anspruch kann der Hauptschuldner sowohl Einreden und Einwendungen aus dem Hauptschuldverhältnis als auch aus dem Innenverhältnis entgegenhalten. Forderungen aus dem Innenverhältnis hingegen kann der Hauptschuldner Rechte nur hieraus entgegenhalten.

### Formvorschriften für den Bürgschaftsvertrag
Für die Wirksamkeit der Bürgschaft ist eine Erklärung des Bürgen unter Einhaltung der gesetzlichen Schriftform erforderlich (§ 766 in Verbindung mit § 126 BGB). Der Bürgschaftsvertrag hat alle wesentlichen Bürgschaftsmerkmale zu enthalten: die Benennung der Hauptschuld, den Zahlbetrag und die Bezeichnung des Gläubigers. Die Hauptschuld muss bestimmt, zumindest bestimmbar sein. Wird das Schriftformerfordernis nicht eingehalten, ist die Bürgschaft gemäß § 125 BGB nichtig. Die Formvorschriften sind nicht einzuhalten für Handelsgeschäfte im Sinne des §§ 350 HGB; es genügt eine mündliche Einigung. Die Bürgschaft des Kaufmanns ist im Rahmen eines Handelsgeschäfts selbstschuldnerisch, weshalb er die Einrede der Vorausklage nicht erheben kann (§ 349 Satz 1 HGB). Gleiches gilt, wenn er aus einem Kreditauftrag als Bürge haftet. Er kann in Haftung bereits unabhängig davon genommen werden, ob gegen den Hauptschuldner erfolgreich vorgegangen werden konnte.
Eine Besonderheit besteht für Vollmachten zur Bürgschaftserklärung. Abweichend von § 167 Abs. 2 BGB ist bereits diese formbedürftig, was umso mehr für Blankobürgschaften gilt, bei denen noch keine Forderung/Bürgschaftssumme erklärt ist. Ein Verstoß führt zur Formnichtigkeit, sofern nicht zwischenzeitlich zu den Pflichtangaben konkretisiert wurde. Der Versprechende wird wegen des von ihm gesetzten Rechtsscheins verpflichtet (§ 172 BGB analog).

### Erlöschen der Bürgschaft
Die Bürgschaft erlischt, sobald der Schuldner die Hauptforderung tilgt (§ 767 Absatz 1 BGB). Gemäß § 418 Abs. 1 BGB erlischt eine Bürgschaft – als für die Schuld bestellte akzessorische Kreditsicherheit – aber auch im Falle der Schuldübernahme durch einen Dritten oder wenn der Gläubiger gemäß § 776 BGB ein mit der Forderung verbundenes Vorzugsrecht (Bürgschaft) aufgibt. Verpflichtet sich der Bürge gemäß § 777 BGB nur auf Zeit, so erlischt die Bürgschaft mit Fristablauf. In Einzelfällen kann auch ein Befreiungstatbestand des § 775 BGB die Bürgschaft zum Erlöschen bringen, beziehungsweise die Geschäftsgrundlage wegfällt (Verschlechterung der Vermögensverhältnisse).
Grundsätzlich sind Bürgschaften nicht kündbar. Soweit eine vertragsgemäße Kündigung durch den Bürgen, doch in Betracht kommt, beschränkt sich diese auf zwei Ausnahmefälle, nämlich bei entsprechender Einigung bei Vertragsbegründung (praktisch nahezu irrelevant, da der forderungssichernde Bürgschaftszweck unterlaufen würde) beziehungsweise bei Verpflichtungen aus einem Bürgschafts-Dauerschuldverhältnis, wenn der Bürge vertragsgemäß zunächst unbefristet haftet, sich aber für die Zukunft für neue Verbindlichkeiten enthaften möchte. Eine Kündigung in diesem Fall, entfaltet Kündigungswirkung nur für diejenigen Verbindlichkeiten die nach Ablauf der Kündigungsfrist begründet werden. Die Kündigung einer unbefristeten Bürgschaft ist mit der Kündigung der verbürgten Schuld möglich. Dem Gläubiger steht dann das Recht zu, auf die Haftung des Bürgen zu verzichten oder das zugrunde liegende Schuldverhältnis ebenfalls zu kündigen und den Bürgen aus der entstandenen Restschuld in Anspruch zu nehmen.
Nicht hingegen beendet der Tod des Bürgen die Bürgschaft, denn es greifen die Erbschaftsregelungen. Der Generalsukzession im Erbfall unterliegen neben dem Vermögen des Erblassers auch dessen Schulden.

## Arten von Bürgschaften
Die Bürgschaftsarten unterscheiden sich nach ihrem Umfang und Inhalt:
- Umfang:
  - Ausfallbürgschaft: Der Bürge haftet nur, wenn der Sicherungsnehmer trotz Beachtung der erforderlichen Sorgfalt keine Befriedigung vom Hauptschuldner erlangen kann und dies nachweist. Sie ist im BGB nicht geregelt, aber von der Rechtsprechung anerkannt.
  - BGB-Bürgschaft (gewöhnliche Bürgschaft): Der Bürge kann seine Zahlung verweigern, bis ein Zwangsvollstreckungsversuch in das bewegliche Vermögen des Hauptschuldners ganz oder teilweise fruchtlos verlaufen ist.
  - Bürgschaft auf erste Anforderung: Der Bürge kann zunächst keine Einwendungen oder Einreden gegen die Hauptschuld geltend machen; stattdessen ist er zur Zahlung „auf Anforderung“ verpflichtet. Durfte der Sicherungsnehmer tatsächlich nicht auf den Bürgen zugreifen, kann sich dieser mit einem Rückforderungsprozess behelfen. Die Rechtsprechung belässt die Beweislast für das Bestehen der Bürgschaft beim Sicherungsnehmer. Aufgrund der einseitigen Risikoverteilung zu Lasten des Bürgen, dürfen derartige Regularien nicht formularmäßig in AGB vereinbart werden; diese wären unangemessen und damit unwirksam. Eine individuelle Vereinbarung ist hingegen grundsätzlich möglich.
  - Globalbürgschaft: die Bürgenhaftung erstreckt sich hier auf alle gegenwärtigen und zukünftigen Verbindlichkeiten des Schuldners. Diese Form der Bürgschaft ist in Formularverträgen nach der Rechtsprechung mit § 307 Abs. 1, § 767 Abs. 1 Satz 3 BGB (Verbot der Fremddisposition) unvereinbar, da sie den Bürgen unangemessen benachteiligt und kann auch nicht mit anderem Ergebnis auf Kaufleute ausgedehnt werden.[24]
  - Höchstbetragsbürgschaft: Der Bürge kann nur bis zu einem bestimmten Betrag in Anspruch genommen werden (Begrenzung des Haftungsrisikos der Summe nach). Eine solche Bürgschaft schränkt den im gesetzlichen Regelfall geltenden Haftungsumfang in der Weise ein, dass der Bürge – auch abweichend von § 767 Abs. 1 Satz 2 BGB – für die Ansprüche des Gläubigers gegen den Hauptschuldner ihm über den vereinbarten Höchstbetrag hinaus generell nicht einzustehen hat.[25]
  - Mitbürgschaft: Verbürgen sich mehrere für dieselbe Verbindlichkeit, so haften sie als Gesamtschuldner, auch wenn sie die Bürgschaft nicht gemeinschaftlich übernehmen (§ 769 BGB).
  - Nachbürgschaft: Der Nachbürge haftet gegenüber dem Sicherungsnehmer dafür, dass der Vorbürge (auch Hauptbürge genannt) seiner Verpflichtung nicht nachkommt. Es besteht eine Akzessorietät der Nachbürgschaft zur Hauptbürgschaft.
  - Rückbürgschaft: Der Rückbürge haftet gegenüber dem Hauptbürgen für die Rückgriffsansprüche gegen den Schuldner.
  - Selbstschuldnerische Bürgschaft: Der Bürge verzichtet gemäß § 773 Abs. 1 Nr. 1 BGB auf die Einrede der Vorausklage. Das bedeutet, dass der Sicherungsnehmer auf den Bürgen zugreifen kann, ohne zunächst die Zwangsvollstreckung gegen den Hauptschuldner versuchen zu müssen. Der Bürge haftet somit wie der Hauptschuldner.
  - Sicherungsbürgschaft: Es findet kein Sicherheitsübergang auf den Bürgen statt bis zur vollen Befriedigung des Gläubigers.
  - Zeitbürgschaft: Der Bürge haftet nur bis zum Ablauf einer in der Bürgschaft bestimmten Frist (§ 777 BGB). Bei der (echten) Zeitbürgschaft wird der Bürge wieder frei, wenn er durch den Gläubiger nicht innerhalb der bestimmten Frist in Anspruch genommen wird, gesetzlicher Regelfall gemäß § 777 Abs. 1 BGB. Die „unechte“ Zeitbürgschaft ist eine Bürgschaft mit zeitlich unbegrenzter Haftung (im Rahmen der jeweils geltenden Verjährungsvorschriften, §§ 194 ff. BGB), wobei sich die Zeitbestimmung lediglich auf das Entstehen der des Umfangs der Bürgenverpflichtung bezieht.
  - Kreditbürgschaft
- Inhalt:
  - Anzahlungsbürgschaft: Sichert An- oder Vorauszahlungen eines Auftraggebers, Käufers oder Importeurs.
  - Ausbietungsbürgschaft: Sichert das Grundpfandrecht eines Kreditgebers in der Zwangsversteigerung.
  - Bietungsbürgschaft: Der Bürge übernimmt die Haftung dafür, dass der Auftragnehmer (Bieter) bei einer Ausschreibung jederzeit die Ausschreibungsbedingungen erfüllen kann.
  - Ehegattenbürgschaft: Ein Ehepartner sichert in der Ehe die Schulden des anderen Ehepartners.
  - Erfüllungsbürgschaft: Sichert die ordnungsgemäße Erfüllung eines Anspruchs.
  - Gewährleistungsbürgschaft: Sichert die Erfüllung der Gewährleistungspflichten des Verkäufers oder Herstellers aus Sach- oder Rechtsmängeln der Kaufsache.
  - Lieferbürgschaft: Sichert das Lieferrisiko des Käufers gegenüber seinem Lieferanten.
  - Mietbürgschaft: Sichert die Mietschulden des Mieters gegenüber seinem Vermieter.
  - Prozessbürgschaft: Sichert im Zivilprozess bei vorläufig vollstreckbaren Urteilen die finanziellen Schäden aus der Abwendung oder Durchführung der Zwangsvollstreckung.
  - Steuerbürgschaft: Sichert die ordnungsgemäße Zahlung gestundeter Steuern durch den Steuerpflichtigen.
  - Vertragserfüllungsbürgschaft: Sichert die ordnungsgemäße Erfüllung eines Anspruchs aus einem Vertrag, beispielsweise aus einem Kaufvertrag oder Werkvertrag.
  - Zahlungsbürgschaft: Sichert den Anspruch des Verkäufers oder Herstellers auf Zahlung des Kaufpreises oder sonstiger Leistungen gegenüber dem Käufer aus einem Vertrag.
  - Zollbürgschaft: Die Bundeszollverwaltung kann nach den Vorschriften des Zollkodex (ZK) und der Abgabenordnung (AO) Ansprüche aus Steuerschuldverhältnissen, Zöllen und Verbrauchsteuern gegen Sicherheitsleistung stunden. Als Sicherheitsleistung kann auch eine Bürgschaft eines tauglichen Steuerbürgen (§ 244 AO) zugelassen werden.

Der Umfang der Bürgschaft legt den Haftungsumfang des Bürgen fest, während der Inhalt den Sicherungszweck beschreibt.

## Grundsätze der Rechtsprechung seit 1993
In der Folge der Entscheidung des Bundesverfassungsgerichts (BVerfG) hat der Bundesgerichtshof immer wieder darauf hingewiesen, dass Bürgschaften sittenwidrig (§ 138 Abs. 1 BGB) und damit nichtig seien, wenn:
- der Bürge „krass“ finanziell überfordert sei (die Beweislast hierfür liegt bei dem Bürgen) und
- die Bürgschaft aus enger emotionaler Verbundenheit zum Hauptschuldner eingegangen wurde und
- der Gläubiger die enge emotionale Verbundenheit für seine Zwecke ausgenutzt habe.

Die anderen zwei Voraussetzungen werden bei Vorliegen der ersten vermutet, sodass der Gläubiger sie zu widerlegen hat. Diese Grundsätze wurden auch bei folgenden Sachverhalten angewandt.

### Angehörigenbürgschaften
Besondere Aufmerksamkeit haben zuletzt Bürgschaften enger Angehöriger des Hauptschuldners in der Rechtsprechung erfahren. Jahrelang entsprach es gängiger Praxis der Kreditinstitute, für Kredite die Bürgschaft des Ehegatten oder eines Kindes des Kreditnehmers zu fordern, selbst wenn diese völlig vermögenslos waren. Der Bundesgerichtshof billigte diese Praxis bis 1993. 1989 erhoben zwei Beschwerdeführerinnen Verfassungsbeschwerde gegen die Rechtspraxis. Sie hatten für ihren Ehemann beziehungsweise Vater Bürgschaften übernommen, obwohl sie über kein oder nur geringes Einkommen verfügten. Dass sie aus der Bürgschaft jemals in Anspruch genommen werden könnten, war den beiden Frauen nie bewusst gewesen. Da die Hauptschuldner ihren Verbindlichkeiten nicht nachkamen, wurden sie von ihren Banken verklagt und zur Zahlung verurteilt, letztinstanzlich bestätigt vom BGH. Dagegen wurden Verfassungsbeschwerden erhoben, eine war letztlich erfolgreich.
Ist die verbürgte Verbindlichkeit so hoch, dass bereits bei Vertragsabschluss mit großer Wahrscheinlichkeit die Erfüllung der Bürgschaftsverbindlichkeit selbst bei günstigster Prognose nicht zu erwarten ist, ist die Bürgschaft sittenwidrig. Ihr fehlt von vornherein der wirtschaftliche Sinn, wenn dem Bürgen eine Schuld droht, von der er sich lebenslang aus eigener Kraft nicht befreien kann. Krasse finanzielle Überforderung des Bürgen ist dann anzunehmen, wenn er mit an Sicherheit grenzender Wahrscheinlichkeit nicht einmal in der Lage ist, die Zinsen aufzubringen.
Bei Bürgschaftserklärungen von volljährigen Kindern für die Geschäftsverbindlichkeiten ihrer Eltern bejaht der BGH in besonders krassen Ausnahmefällen Sittenwidrigkeit dann, wenn die übernommene Verpflichtung des Bürgen dessen finanzielle Leistungsfähigkeit weit übersteigt, der Bürge bei Vertragsschluss nicht geschäftserfahren war und die Verpflichtung aus Hilfsbereitschaft gegenüber den Eltern oder zwar aus einem gewissen Eigeninteresse, aber ohne Einbindung in das finanzierte Projekt und die Investitionsentscheidung übernommen worden war. Ferner kann sich Nichtigkeit der Bürgschaft auch daraus ergeben, dass die Eltern die Entschließung des zwar volljährigen, aber geschäftsunerfahrenen, Bürgen in rechtlich zu missbilligender Weise beeinflusst haben. Hierzu gehören neben der Ausnutzung der geschäftlichen Unerfahrenheit die Beeinträchtigung der Willensbildung und Entschließungsfreiheit durch Irreführung, die Schaffung einer seelischen Zwangslage oder die Ausübung unzulässigen Drucks zwecks Abgabe einer Bürgschaft. Der BGH erkennt darin regelmäßig einen Verstoß gegen die familienrechtliche Pflicht zur Rücksichtnahme aus § 1618a BGB. Dieser Verstoß führt zur Sittenwidrigkeit grundsätzlich nur dann, wenn er der Bank zurechenbar ist (die Eltern sind am Bürgschaftsvertrag nicht beteiligt). Dafür genügt nach Auffassung des BGH allerdings positive Kenntnis, ebenso Kennenmüssen, weshalb regelmäßig von der Unwirksamkeit der Bürgschaft ausgegangen wird. Ausnahmen können gelten, wenn geschäftliche Erfahrung unterstellt werden darf oder gar ein eigenes Interesse des Kindes am Kredit besteht, weil es gegenwärtig in das kreditierte Projekt einbezogen ist, dies ungeachtet der Realisierung des Risikos, dass die Tilgung der Verbindlichkeit über längere Zeit nicht zu erwarten ist. Bürgschaften von Personen, die dem Kreditnehmer emotional nahestehen, sind grundsätzlich sittenwidrig, wenn sie wegen deren krasser finanzieller Überforderung als reines Sicherungsmittel für den Kreditgeber keinen wirtschaftlichen Wert besitzen. Soll eine solche Verpflichtung jedoch dazu dienen, zukünftige Vermögensverlagerungen oder bestimmte Arten eines sonstigen späteren Vermögenserwerbs, insbesondere Erbschaften des Bürgen, zu erfassen, so muss dieser beschränkte Haftungszweck in der Bürgschaft besonders erwähnt werden. Bei derartigen Bürgschaften muss ein unmittelbares Eigeninteresse des leistungsfähigen Bürgen vorliegen.

### Bürgschaften von Ehegatten in besonderen Fällen
Umfassendere Hinweise sind hierzu im Hauptartikel Ehegattenbürgschaft zu finden. Werden Bürgschaften allein wegen der Verhinderung möglicher Vermögensverschiebungen zwischen den Ehegatten verlangt, ist die Inanspruchnahme des leistungsfähigen Bürgen solange verwehrt, bis die Vermögensverschiebung eingetreten ist. Nach dem 1. Januar 1999 vereinbarte Bürgschaften sind sittenwidrig, wenn sie diesen beschränkten Haftungszweck nicht ausdrücklich im Vertragstext enthalten. Wenn sich geschäftsunerfahrene Ehegatten verbürgen, um hiermit den Kredit an das dem anderen Ehepartner gehörende Unternehmen abzusichern, so muss der verbürgende Ehepartner zum Zeitpunkt der Bürgschaftsübernahme imstande sein, die Bürgschaftssumme aus eigener Kraft aufzubringen. Darüber hinaus muss er von der Bank über die rechtlichen und wirtschaftlichen Folgen seines Bürgschaftsrisikos wahrheitsgemäß aufgeklärt werden. Erfahrene und geschäftsgewandte Personen dürfen aus emotionaler Verbundenheit zu ihrem Ehegatten sogar Bürgschaften übernehmen, die sie finanziell krass überfordern. Eine Ausnahme von diesen Grundsätzen soll nach dem Willen des BGH dann gelten, wenn die Bürgschaftssumme „noch überschaubar“ ist und die Eingehung der Hauptschuld (in der Regel ein Kredit) auch im Interesse des Bürgen ist oder ihm zugutekommt (eine Renovierung des gemeinsam bewohnten Eigenheims etc.). Eheähnliche Lebensgemeinschaften werden den Ehegatten-Bürgschaften gleichgestellt.

### Gesellschafterbürgschaften
Kreditinstitute haben ein legitimes Interesse daran, dass Gesellschafter und Geschäftsführer von Unternehmen für eingegangene Geschäftskredite auch persönlich haften. Dabei handelt es sich um gängige Bankpraxis, denn ein unzumutbares Risiko für die eigenen finanziellen Interessen wird darin nicht erkannt, da sie das Unternehmensrisiko sorgfältig zu kalkulieren haben. Dies gilt auch gegenüber eingesetzten Strohmännern. Die Grundsätze der Rechtsprechung zur Angehörigenbürgschaft gilt allerdings auch in diesen Fällen, da eine vergleichbare Schutzwürdigkeit der Personen besteht.
Da der Bürge als Allein-/Mehrheitsgesellschafter oder Geschäftsführer des Hauptschuldners den Umfang der Kredite aus seiner Gesellschafter- oder Geschäftsführerposition bestimmen kann, sind Bürgschaften dieses Personenkreises unbedenklich. Etwas anderes gilt nur, wenn der Kommanditist ausschließlich Strohmannfunktion hat, die Mithaftung oder Bürgschaft nur aus emotionaler Verbundenheit mit der hinter ihm stehenden Person übernimmt und beides für die kreditgebende Bank evident ist.

## Bürgschaften in der Bankenpraxis
Kreditinstitute verlangen in der Regel eine selbstschuldnerische Bürgschaft, um bei Zahlungsunfähigkeit des Schuldners Rückgriff unmittelbar auf den Bürgen nehmen zu können. Unter Umständen wird damit ein langwieriges und kostspieliges Gerichtsverfahren gegen den Schuldner vermieden. Privatpersonen dürfen nur Höchstbetragsbürgschaften übernehmen, weil diese das Haftungsrisiko des Bürgen summenmäßig begrenzen. Eine solche Bürgschaft schränkt den im gesetzlichen Regelfall geltenden Haftungsumfang in der Weise ein, dass der Bürge – auch in Abweichung von § 767 Abs. 1 Satz 2 BGB – für die Ansprüche des Gläubigers gegen den Hauptschuldner ihm über den vereinbarten Höchstbetrag hinaus generell nicht einzustehen hat. Die Höchstbetragsbürgschaft hat Zinsen, Provisionen und Kosten einzubeziehen.
In den Bürgschaftsvertrag nehmen Banken in der Regel noch bestimmte zusätzliche Vereinbarungen auf:
- Die Bürgschaft erlischt nicht bei vorübergehender Abdeckung des Sollsaldos,
- die Bürgschaft gilt zeitlich unbefristet,
- die Ansprüche der Bank gegen den Schuldner gehen weder ganz noch teilweise auf den Bürgen über, bevor nicht der Kredit vollständig abgedeckt ist,
- verbürgen sich mehrere Personen, so ist ihre Bürgschaft eine Mitbürgschaft, die jeden Mitbürgen in gesamtschuldnerischer Weise verpflichtet,
- die Bürgschaftshaftung bleibt bestehen, auch wenn andere Kreditsicherheiten aufgegeben werden.

Um bei fehlenden Sicherheiten eine Kreditfinanzierung zu ermöglichen, vergibt der Staat öffentliche Bürgschaften über Mandatare oder indirekt über Bürgschaftsbanken. Diese sind jedoch in der Regel Ausfallbürgschaften.

## Abzugrenzende Rechtsgeschäfte
Von der Bürgschaft abzugrenzen sind der Garantievertrag und der Schuldbeitritt. Im Unterschied zum Bürgschaftsvertrag begründet der Garantievertrag eine zusätzliche nicht-akzessorische Verbindlichkeit, die als zweite Anspruchsgrundlage neben das Hauptschuldverhältnis gestellt wird und eine selbstständige Haftung auslöst. Der vertragstyp ist im BGB nicht geregelt, aber nach den §§ 311 Abs. 1 BGB, § 241 Abs. 1 BGB zulässig. Die BGB-Bestimmungen über die Bürgschaft können bei der Garantie nicht analog angewandt werden; es gelten vielmehr die allgemeinen Regeln des Schuldrechts. Der Schuldbeitritt wird regelmäßig dann gewählt, wenn ein eigenes wirtschaftliches oder rechtliches Interesse des Beitretenden besteht, §§ §§ 414 ff. BGB. Er führt zu einer gesamtschuldnerischen Haftung.
Bei der Kreditversicherung übernimmt eine Versicherungsgesellschaft gegen Zahlung einer Prämie (die durch den Schuldner oder den Gläubiger aufgebracht werden kann) das Risiko des Forderungsausfalls und deshalb eine ähnliche Rolle wie der Bürge. Die Kreditversicherung ist üblicherweise mit dem Darlehensvertrag verbunden. Anwendung findet das Versicherungsrecht.